# David Matthews (compositore)
David Matthews (Londra, 9 marzo 1943) è un compositore britannico, principalmente di brani per orchestra, camera, voce e pianoforte.

## Biografia
Matthews è nato a Londra in una famiglia amante della musica, anche senza aver effettuato studi in modo formale; il desiderio di comporre non si manifestò fino all'età di sedici anni, e per un certo periodo lui e il fratello minore Colin Matthews, anche lui compositore, furono gli unici insegnanti l'uno dell'altro. L'inizio del "boom Mahler" nei primi anni '60, quando le opere di Gustav Mahler iniziarono a entrare per la prima volta nel repertorio britannico regolare, fornì un enorme impulso creativo per entrambi; ma sebbene da allora abbiano talvolta collaborato come arrangiatori (nell'orchestrare sette delle prime canzoni di Mahler, per esempio) e come curatori della partitura pubblicata della "versione esecutiva" di Deryck Cooke della bozza della Decima Sinfonia di Mahler), se ne andarono per strade separate.
David Matthews ha studiato materie classiche alla Nottingham University e poi, sentendosi ancora troppo autodidatta, studiò composizione con Anthony Milner; fu anche molto aiutato dai consigli e dall'incoraggiamento del collega compositore britannico Nicholas Maw. Quindi, per tre anni, fu associato a Benjamin Britten e al Festival di Aldeburgh. Fino all'età di 25 anni non aveva prodotto ancora un'opera che lo soddisfacesse abbastanza da essere chiamata la sua "Opus 1". Per lo più evitò di insegnare, ma per mantenersi nella sua carriera di compositore si diede da fare in molti lavori editoriali e orchestrazioni di musica da film. scrisse anche articoli e recensioni occasionali per varie riviste musicali, il cui culmine fu il suo libro del 1980 su Sir Michael Tippett, un compositore che ammirava enormemente.

## Caratteristiche
Tippett è davvero una delle più forti influenze palpabili sulla musica di Matthews, che potrebbe essere caratterizzata come un potente distillato e sviluppo di alcune qualità che contraddistinguono le generazioni di compositori inglesi Tippett, Britten e Maw, in particolare la loro scrittura melodica estatica e l'armonia tonale vivacemente espansa. Ma alla base di questa superficie ingannevolmente "inglese", e che viene sempre più alla ribalta nei lavori recenti, c'è una preoccupazione per la struttura su vasta scala che si collega piuttosto alla tradizione dell'Europa centrale, attraverso Mahler e infine a Beethoven. Dagli anni '90 si è sempre più interessato al tango come forma di danza in grado di sopportare strutture complesse, e in alcune delle sue sinfonie e quartetti d'archi il tango prende il posto tradizionalmente riservato allo scherzo.

## Produzione
Sebbene abbia scritto una discreta quantità di musica vocale, in particolare un ciclo di canzoni, The Golden Kingdom, su poesie di Kathleen Raine e Cantiga, una cantata drammatica sulla tragica storia di Inés de Castro, su un testo della scrittrice Maggie Hemingway (che fu partner di Matthews negli ultimi dieci anni della sua vita), la produzione di Matthews nel suo insieme è incentrata sulle forme strumentali e orchestrali classiche. La sua serie di tredici quartetti d'archi (ad oggi) è una delle più illustri che qualsiasi compositore abbia provato negli ultimi anni; ha scritto nove sinfonie. Queste e un gruppo di opere come September Music, la Serenade, due concerti per violino, concerti per violoncello, per pianoforte e per oboe, i poemi sinfonici In the Dark Time, The Music of Dawn, A Vision and a Journey e la monumentale Chaconne per orchestra, ispirata a una poesia di Geoffrey Hill, mostra che sa gestire con abilità orchestre grandi e piccole.
Matthews ha festeggiato il suo 70º compleanno nel 2013. L'occasione è stata contrassegnata da: un concerto dei Nash Ensemble alla Wigmore Hall, che comprendeva la prima di A Blackbird Sang, un quartetto per flauto e archi; un nuovo importante poema sinfonico, A Vision of the Sea, presentato in anteprima ai Proms dalla BBC Philharmonic; un nuovo concerto per violino, viola e archi co-commissionato dai Festival di Presteigne e Cheltenham; due brani per pianoforte per William Howard eseguiti allo Spitalfields Festival; e l'uscita di due registrazioni, un disco di musica per pianoforte della Toccata Classics con la pianista Laura Mikkola, e un disco della Dutton della Sinfonia n. 7 di Matthews (Bournemouth Symphony Orchestra / John Carewe) e Vespers per coro e orchestra (BSO/The Bach Choir /David Hill).

## Libri
- Michael Tippett, An Introductory Study, Faber & Faber, 1980.
- Landscape into Sound (the 1st Peter Fuller Memorial Lecture), Claridge Press, 1992
- Britten, Haus Publishing, 2003
- David Matthews: Essays, Tributes and Criticism, Plumbago Books and Arts, 2014